# Коке, Татьяна
Татьяна Коке (Tatjana Koķe) — латвийский учёный и политический деятель, министр образования и науки Латвийской Республики (20 декабря 2007 — 3 ноября 2010), действительный член Латвийской академии наук.

## Биография
Родилась 9 мая 1955 года в Риге.
Окончила Рижской среднюю школу № 50 (1973) и факультет английского языка и литературы Латвийского университета (1978), работала преподавателем в Рижском электромеханическом техникуме (1978—1983).
С 1983 года в Латвийском университете: аспирант (1983—1986), старший преподаватель (1986—1989), доцент (1989—1999) факультета образования и психологии. В 1991 году стажировалась в Институте международного образования Стокгольмского университета.
Кандидат педагогических наук (1986). Доктор педагогики (1999).
С 20 мая по 16 июля 1999 года государственный министр высшего образования в правительстве Вилиса Криштопанса (должность упразднена). С июля по ноябрь 1999 года советник министра образования и науки.
С 2000 года директор Института образования и психологии Латвийского университета.
С апреля 2006 года парламентский секретарь Министерства образования и науки. С 20 декабря 2007 по 3 ноября 2010 года министр образования и науки Латвийской Республики в кабинетах Иварса Годманиса и Валдаса Домбровскиса.
С 3 сентября 2013 по май 2023 года проректор по учебной работе Рижского университета имени Страдыня (Rīga Stradiņš University). С мая 2023 хабилитированный профессор РСУ.
В вузах читала курсы «педагогика», «теория личности в педагогическом контексте», «образовательная философия», «система образования в ЕЭС», «высшее и средне-специальное образование в Латвии».
Член-корреспондент Латвийской академии наук (2000). Затем — действительный член и с 8 декабря 2020 года председатель Сената Латвийской академии наук.

## Награды
- Командор ордена Трёх звёзд (23 октября 2013 года)[1]

## Сочинения
- T.Koke. Conceptualisation and outline of literature review on learning society in Latvia. — Changing Education in a Changing Society. Teachers, Students, Pupils in a Learning Society. Association for Teacher Education in Europe, University of Latyvia. Riga, 2003, vol. 1.
- Dictionary of Educational Terms (eds.I.Belickis,D.Bluma,T.Koke, D.Markus,V.Skujina,A.Shalme), 2000, Riga:Zvaigzne ABC, 248 pp.
- T.Koke. Social and Educational Foundations of Adult Learning/ Syllabus of Research Paper, 1999, Riga, 130 pp. (in Latvian and English).